# 鄰甲酚酞
鄰甲酚酞（英語：o-Cresolphthalein）是酸鹼指示劑，分子式為C22H18O4。它不溶於水，但溶於乙醇。其溶液在pH值8.2以下為無色，在9.8以上為紫色。它在醫學上用於測定人體內的鈣含量，或用於合成聚酰胺或聚酰亞胺。